# Mpeta
Mpeta ist ein Verwaltungsbezirk (englisch Ward) des Distrikts Masasi in der tansanischen Region Mtwara.

## Geografie
Mpeta liegt im Südosten von Tansania etwa 20 Kilometer südlich der Distrikthauptstadt Masasi. Der Bezirk grenzt im Norden an Mumbaka und Nanjota, im Osten an Chiungutwa, im Süden an Lupaso, im Südwesten an Lipumburu, im Westen an Nandete und im Nordwesten an Marika. Bei der Volkszählung 2022 lebten 5871 Menschen in 1847 Haushalten auf einer Fläche von 80 Quadratkilometern.

## Gliederung
Der Bezirk besteht aus vier Gemeinden (Mtaa) mit 19 Orten (Kitongoji):
| Mpeta - Msangamkuu - Kilimahewa - Majengo - Bichi - Amani - Rahaleo | Huwe - Amani - Chanika - Kilimani Hewa - Magumuchila | Makanyama - Mjohoroni - Mbuyuni - Shuleni - Tankini | Kalangwale - Kilimanihewa - Kalangwale - Ikulu - Mbuyuni - Kanisani |